# Wahoo (Nebraska)
Wahoo è una cittadina statunitense dello Stato del Nebraska, capoluogo della Contea di Saunders

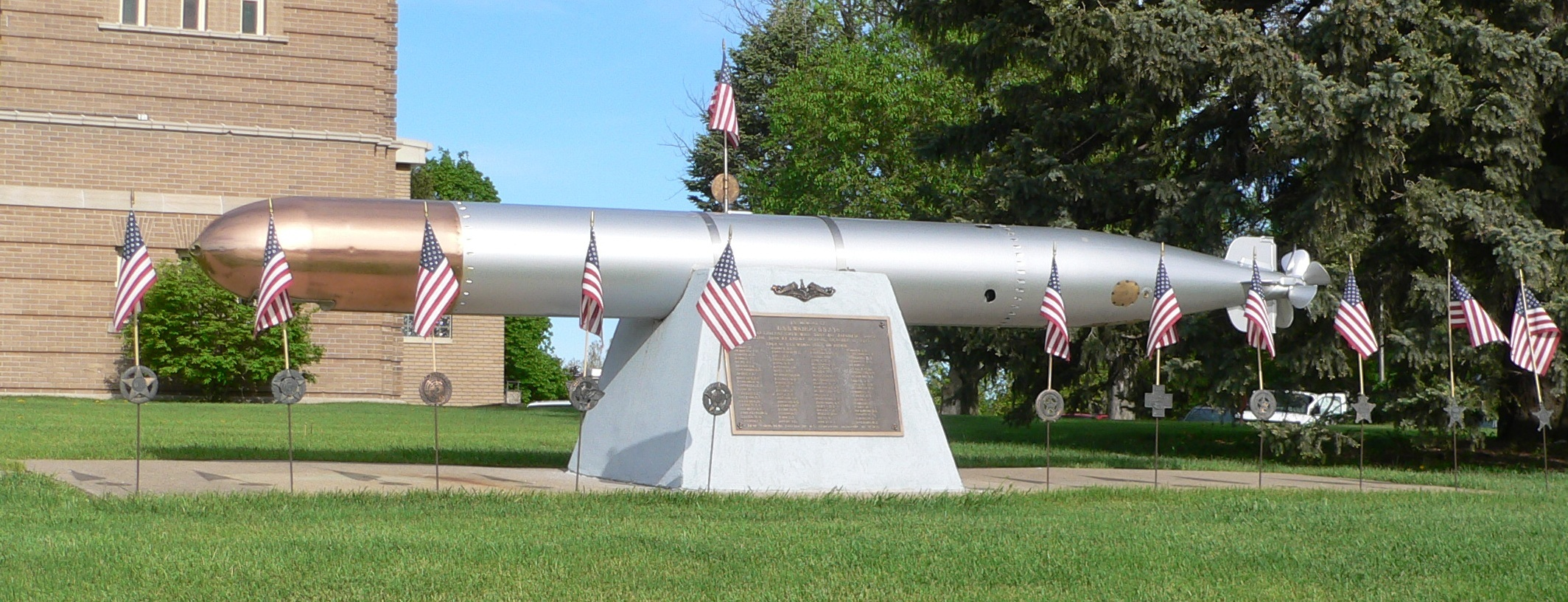
Monumento al sottomarino USS Wahoo di fronte al tribunale della contea.

Ha dato i natali a numerosi personaggi famosi, quali il produttore cinematografico Darryl F. Zanuck, il Premio Nobel per la medicina del 1958 George Beadle, la scrittrice Tillie Olsen, il giocatore di baseball Sam Crawford, il compositore Howard Hanson ed altri ancora
È divenuta famosa a livello nazionale nel 1996 dopo che David Letterman affermò di gradire la parola wahoo, a seguito della missiva di un cittadino che chiedeva di trasferire nella città la fantomatica sede centrale dello show, origine immaginaria delle liste Top Ten. Letterman fu bersaglio per mesi di una simpatica azione lobbistica da parte della cittadinanza: venne proclamato "ammiraglio della Grande Marina dello Stato del Nebraska", inondato di missive e cartoline, fiori, animali, vestiti, alcolici ed altro ancora. Quando affermò scherzosamente che voleva di più, gli vennero inviati un'automobile Ford Pinto del '76 con un divano attaccato al tettuccio ed altri regali "esotici", così cedette.
Il sommario notturno dello show sul sito web della CBS è intitolato The Wahoo Gazette.

## Geografia fisica
Secondo i dati forniti dallo United States Census Bureau, la città ha un'area di 2.1 miglia quadrate, pari a 5,5 km quadri, interamente costituiti da terra.

## Società

### Evoluzione demografica
Al censimento del 2000 risultavano 3 942 persone di cui 992 famiglie e 1583 nuclei famigliari residenti in città. La densità di popolazione era di 1,841 abitanti per miglio quadrato. Erano presenti 1 699 unità abitative con una densità media di 779,5 per miglio quadrato. La composizione razziale era la seguente: 98,40% di razza caucasica, 0,15% afroamericani, 0,30% nativi americani, 0,36% asiatici 0,30% di altre razze e lo 0,48% di razza mista. Gli ispanici di qualunque razza erano lo 0,84% della popolazione.
Dei 1586 nuclei famigliari presenti: il 31,8% contava minori sotto i 18 anni, il 51,6% erano coppie sposate che vivevano insieme, l'8,6% aveva un capofamiglia donna senza la presenza di un marito e il 37,3% non erano famiglie. Il 33,2% dei nuclei presenti contava un solo individuo e il 19,3% di questi era composto da ultrassessantacinquenni che vivevano da soli. Il numero medio di abitanti per nucleo era di 2,39, mentre quello delle famiglie era di 3,08.
Le fasce di età sono così suddivise: 26,3% sotto i 18 anni, 6,5% dai 18 ai 24 anni, 26,4% dai 25 ai 44 anni, 19,5% dai 45 ai 64 anni e 21,4 sono sopra i 65 anni. L'età media era di 39 anni. Per ogni 100 femmine erano presenti 90,1 maschi, per ogni 100 femmine sotto i 18 anni erano presenti 84,5 maschi.
L'introito medio per ogni nucleo famigliare era di $35 104 e per ogni famiglia l'entrata media era di $46 094. Un uomo guadagna mediamente $32 729 contro i $22 138 delle donne. L'introito medio pro capite era di $16 765. Il 7,5% della popolazione e l'8,3% delle famiglie erano sotto la soglia di povertà, di questi il 7,5 era sotto i 18 anni e il 9,3 era sopra i 65 anni.